# Pachyseius
Pachyseius  es un género de ácaros perteneciente a la familia Pachylaelapidae.

## Especies
Pachyseius Berlese, 1910 
- - Pachyseius cavernicola Ishikawa, 1989
  - Pachyseius humeralis Berlese, 1910
  - Pachyseius iraola Moraza, 1993
  - Pachyseius morenoi Moraza, 1993
  - Pachyseius orientalis Nikolsky, 1982
  - Pachyseius quartus Vitzthum, 1924
  - Pachyseius sinicus Yin, Lu & Lan, 1986
  - Pachyseius strandtmanni Solomon, 1982